# Robert Dormer (1er comte de Carnarvon)
Sir Robert Dormer de Wing, 2e baronnet, 1er comte de Carnarvon, 1er vicomte Ascott, 2e baron Dormer de Winge (1610 - 20 septembre 1643) est un pair anglais. Il est le fils de Sir William Dormer, et donc un petit-fils de Robert Dormer, 1er baron Dormer. Sa mère est Alice Molyneux, fille de Sir Richard Molyneux, 1er baronnet, et de Frances Gérard . Dormer reçoit le titre de baron Dormer à l'âge de six ans et le 2 août 1628, à l'âge de 18 ans, il est élevé au rang de vicomte Ascott et est créé comte de Carnarvon.

## Jeunesse
À l'âge de six ans, Dormer devient pupille du roi et est un riche pair. Le roi vend ensuite la tutelle de Dormer à Philip Herbert, alors comte de Montgomery, pour 4000 £. Dormer est élevé comme catholique et devient un courtisan catholique de haut niveau, en danger, exaspérant les parlementaires purs et durs. Il fait ses études au Collège d'Eton et à l'Université d'Oxford. Il est, selon le biographe du XVIIe siècle David Lloyd, "extrêmement sauvage dans sa jeunesse", et accro au jeu et à la chasse. Lui et sa femme sont enregistrés comme des participants réguliers dans les masques à la cour. Il est un ardent royaliste et défiant son beau-père, il se bat pour le roi Charles Ier pendant la guerre civile anglaise .

## Mariage

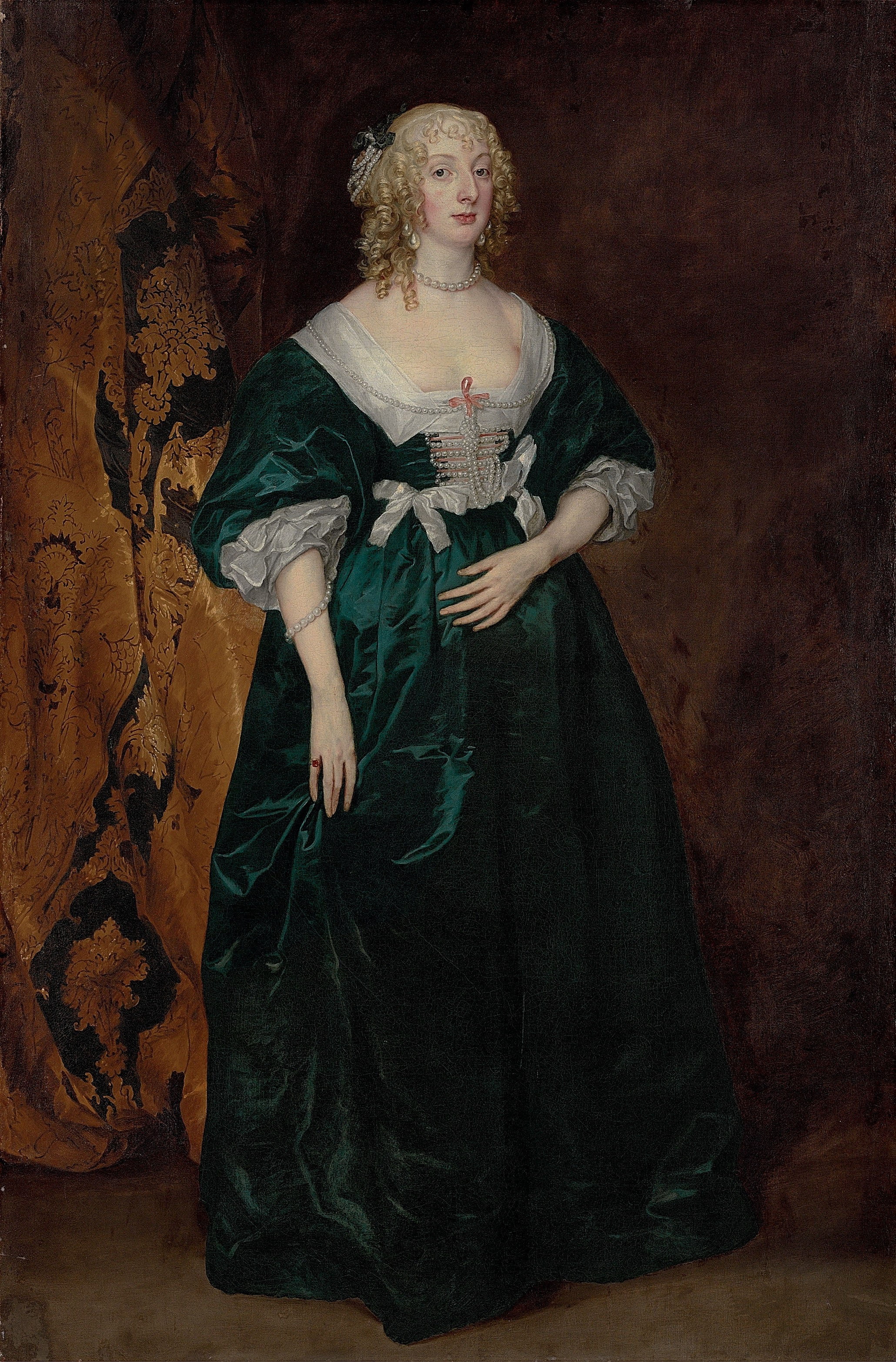
Anne Sophia Herbert, épouse de Robert Dormer, 1er comte de Carnarvon. Portrait par Antoine van Dyck

Le 27 février 1625, à l'âge de quinze ans, il épouse la fille de son tuteur, Lady Anna Sophie Herbert (décédée en 1643), ce qui assure son avenir car Dormer est l'un des hommes les plus riches d'Angleterre à l'époque . Anna est la fille de Philip Herbert (4e comte de Pembroke) et de Lady Susan de Vere, la plus jeune fille du courtisan élisabéthain, poète et dramaturge, Edward de Vere, 17e comte d'Oxford .

## Guerre civile
Clarendon dit qu'avant la guerre de Sécession, il s'est abandonné au plaisir et aux sports de plein air, mais qu'il a rompu avec ces habitudes et est devenu un soldat consciencieux, remarquable non seulement par son courage, mais aussi par sa présence d'esprit et son talent général (ib vii 216). David Lloyd dans ses Mémoires d'excellents personnages donne plusieurs anecdotes illustrant le caractère de Carnarvon (pp 369-72).

## Mort et héritage
Carnarvon est tué lors de la première bataille de Newbury le 20 septembre 1643 par un soldat solitaire qui le retrouve par hasard au retour d'une charge de cavalerie réussie. Alors qu'il gisait mourant, on lui demande s'il a une dernière demande du roi. "Non", a-t-il répondu, "dans une heure comme celle-ci, je n'ai de prière qu'au Roi du Ciel."  Les différents comptes de la manière de sa mort sont rassemblés dans le compte de M. Money de la bataille (2e éd. pg. 90).
Il y a aussi une élégie sur sa mort dans Characters and Elegies de Sir Francis Wortley, 1646. Carnarvon est d'abord enterré à la chapelle Jesus College de l'Université d'Oxford, mais son corps est transporté en 1650 dans un lieu de sépulture familial à Wing, dans le Buckinghamshire .
Dormer est remplacé par son fils aîné, Charles, qui est mort en 1709 et avec lui le comté de Carnarvon dans la famille de Dormer s'est éteint.
Lady Carnarvon est décédée le 3 juin 1643 de la variole. Des anecdotes d'elle se trouvent dans les Strafford Papers (ii, 47) et les Sydney Papers (ii, 621) et un poème qui lui est adressé est imprimé dans Choice Drollery, 1656. Son portrait et celui de son fils aîné, Charles, font partie de l'exposition des œuvres d'Anthony van Dyck à la Grosvenor Gallery en 1887 .